# Ip Man 2
Ip Man 2 (en chino tradicional, 葉問2:宗師傳奇; en chino simplificado, 叶问2:宗师传奇) es una película de artes marciales de 2010 dirigida por Wilson Yip y protagonizada por Donnie Yen, quien interpreta a Ip Man, un Gran Maestro del Wing Chun. La película es la continuación de Ip Man (2008), y retoma los eventos acontecidos hacia el final de esta, centrándose en la llegada de Ip a Hong Kong, el cual se encuentra bajo dominio colonial británico. Ahí, el Gran Maestro intenta enseñar su disciplina de Wing Chun, sin embargo debe lidiar al mismo tiempo con otras escuelas practicantes rivales, entre los cuales se halla un maestro de las artes marciales Hung Gar.
El productor Raymond Wong anunció la continuación de Ip Man incluso antes de que ésta se estrenara en cines, en diciembre de 2008. Para Ip Man 2, los realizadores querían enfocarse en la relación entre Ip y su discípulo más famoso, Bruce Lee. Sin embargo, no pudieron concretar ningún acuerdo para usar los derechos cinematográficos de Lee con sus descendientes, así que decidieron incorporarlo brevemente en las escenas finales, cuando todavía era un niño. El rodaje comenzó en agosto de 2009, concluyendo en noviembre de ese mismo año; un estudio ubicado en Shanghái sirvió como locación principal. Cabe señalarse que para esta continuación, Yip intentó crear una película de artes marciales más dramática, en términos de historia y caracterización; el guionista Edmong Wong (hijo del productor Wong) quería, a su vez, que la película describiera cómo la sociedad china era maltratada por los británicos, así como las percepciones occidentales que se tenían sobre las artes marciales chinas en ese entonces.
En la parte final del film aparece el actor y artista marcial Darren Shahlavi (Twister) sosteniendo un emocionante duelo de boxeo versus Kung fu, siendo esta parte el clímax de todo el film.
Ip Man 2 debutó en Pekín el 21 de abril de 2010, llegando días después a Hong Kong, el 29 de abril. Tras su estreno, obtuvo evaluaciones positivas por parte de la crítica, que elogió varios aspectos de la cinta, tales como su historia así como la coreografía de artes marciales llevada a cabo por Sammo Hung. El filme recaudó más de 13 millones HKD en su primer fin de semana de exhibición, superando los ingresos obtenidos por Ip Man en su fin de semana de estreno. Durante su exhibición en cines, Ip Man 2 obtuvo 43 millones HKD adicionales, mientras que su recaudación regional la convirtió en la producciones de mayores recaudaciones de Hong Kong durante la primera mitad de 2010. En total, ganó un estimado de 14 millones USD a nivel mundial.

## Elenco

### Principal
- Donnie Yen como Ip Man (葉問).
- Sammo Hung como Hung Chun-nam (洪震南).
- Huang Xiaoming como Wong Leung (黃梁).
- Lynn Hung como Cheung Wing-sing (張永成).
- Simon Yam como Chow Ching-chuen (周清泉).
- Darren Shahlavi como Taylor "The Twister" Miller.

### Reparto
- Li Chak como Ip Chun, hijo de Ip Man .
- Ashton Chen como Tsui Sai-Cheong, estudiante de Ip Man.
- Kent Cheng como Fatso (肥波).
- Dennis To como Cheng Wai-kei (鄭偉基), estudiante de Hung Chun.
- Ngo Ka-nin como Leung Kan (梁根).
- Louis Fan como Kam Shan-Chau (金山找).
- Calvin Cheng como Chow Kwong-yiu (周光耀), hijo de Chow Ching-chuen.
- Lo Mang como Master Law (羅師傅).
- Fung Hark-On como Master Cheng (鄭師傅).
- Brian Burrell como Emcee.
- Jean Favie como Judge.
- Stefan Morawietz como entrenador Twister.
- Charles Mayer como Wallace.

## Secuela
La tercera entrega comenzó a rodarse en 2015. Edmond Wong, Raymond Wong y Wilson Yip vuelven a ocupar los puestos de guionista, productor y director, respectivamente. Donnie Yen repite su papel de «Ip Man». En marzo de 2015, The Hollywood Reporter anunció que había comenzado el rodaje principal; también revelaron que Mike Tyson había sido elegido para un papel y que Bruce Lee sería interpretado por Danny Chan, que repite el papel que desempeñó en La leyenda de Bruce Lee.